# Atypophthalmus languidus
Atypophthalmus languidus är en tvåvingeart som först beskrevs av Alexander 1934.  Atypophthalmus languidus ingår i släktet Atypophthalmus och familjen småharkrankar. Inga underarter finns listade i Catalogue of Life.